# Szabó Ilonka
Szabó Ilonka (eredeti és a polgári életben használt neve Szabó Ilona, férjezett nevén dr. Hivess Henrikné) (Budapest, 1911. december 27. –‎ Budapest, 1945. január 29.) magyar opera-énekesnő (szoprán). Főként szubrettszerepeket alakított.

## Élete

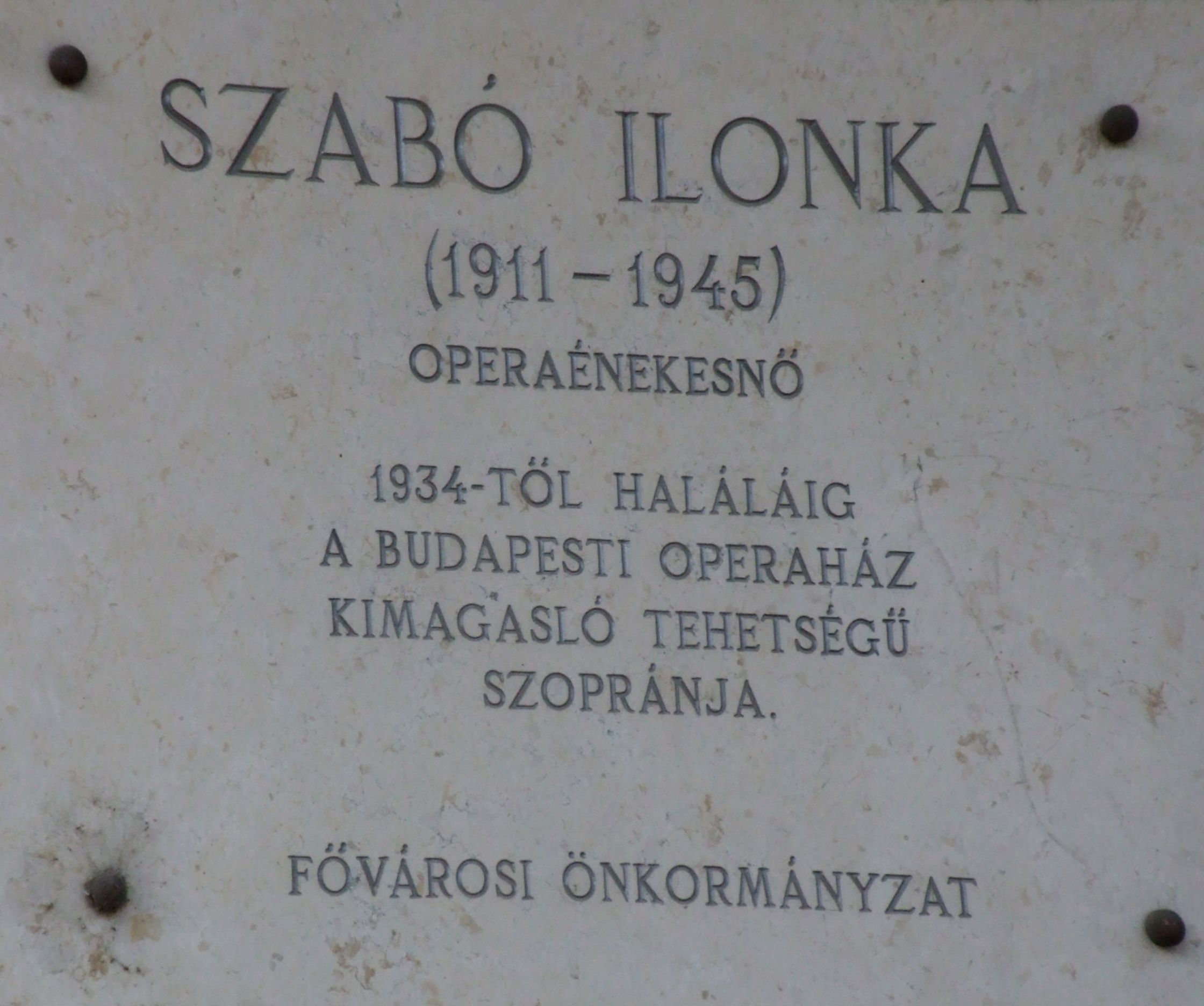
Emléktáblája: I. kerület
Szabó Ilonka-Ostrom utca sarok

Szabó Pál és Domonkos Anna leányaként született. A Zeneművészeti Főiskolán végzett. Kezdetben a budavári Mátyás-templom szólistája volt. 1934. május 24-én debütált az Operaházban Rosinaként Rossini A sevillai borbély című operájában. 1936-ig ösztöndíjas, akkortól haláláig szerződtetett magánénekes volt. Főleg koloratúrszoprán és szubrett szerepeket énekelt.
A második világháború alatt, Magyarország német megszállása után második férjével együtt részt vett az ellenállási mozgalomban, a Magyar Nemzeti Felkelés Felszabadító Bizottságának iratait csempészte. Halálának körülményeiről nincs egyetértés. Az egyik változat szerint kiütéses tífuszban halt meg, és egy órával halála előtt hét hónapos koraszülött fiút szült. A másik szerint titkos iratkézbesítés közben fogták el a nyilasok és halálra kínozták. A halotti anyakönyvben a halál okaként gyermekágyi lázat jelöltek meg.
Sírja a Farkasréti temetőben található [12/1–1–23]. Tiszteletére a Budai Várnegyedben egy utca viseli a nevét.

## Szerepei
- Eugen d’Albert: Hegyek alján – Nuri
- Léo Delibes: Lakmé – címszerep
- Esterházy Ferenc: A szerelmes levél – Borbélyinas
- Christoph Willibald Gluck: Május királynője – Lisette
- Hubay Jenő: A cremonai hegedűs – Giannina
- Hubay Jenő: Karenina Anna – Dolly
- Hubay Jenő: Az önző óriás – Madárhang
- Engelbert Humperdinck: Jancsi és Juliska – Juliska
- Kacsóh Pongrác: János vitéz – A francia királykisasszony
- Lehár Ferenc: A mosoly országa – Mi
- Darius Milhaud: Francia saláta – Isabella
- Wolfgang Amadeus Mozart: Szöktetés a szerájból - Blonde
- Wolfgang Amadeus Mozart: Figaro lakodalma – Barbarina; Első leány
- Wolfgang Amadeus Mozart: Così fan tutte – Despina
- Wolfgang Amadeus Mozart: A varázsfuvola – Papagena
- Jacques Offenbach: Hoffmann meséi – Olympia
- Poldini Ede: Farsangi lakodalom – Első kisasszony
- Poldini Ede: A csavargó és királyleány – A királyleány
- Poldini Ede: Himfy – Pannika
- Gioachino Rossini: A sevillai borbély - Rosina
- Ruzitska József–Siklós Albert: Béla futása – Sarolta
- Johann Strauss d. S.: A denevér – Adél
- Richard Strauss: A rózsalovag - Sophie
- Richard Strauss: Arabella – Fiákermili
- Giuseppe Verdi: Rigoletto - Gilda
- Giuseppe Verdi: La Traviata – Violetta Valéry
- Giuseppe Verdi: Álarcosbál – Oscar
- Giuseppe Verdi: Don Carlos – Tebaldo
- Richard Wagner: Siegfried – Az erdei madár hangja
- Carl Maria von Weber: A bűvös vadász – Annuska; Első nyoszolyólány

Hangját számos hangfelvétel őrzi.[forrás?] A magyar operaszínpad csillagai című kiadvány első kötetének harmadik lemezén egy Delibes-dalt, A cadizi lányokat énekli.,